# روان (فرنسا)
روان (بالفرنسية: Arrondissement de Rouen)‏ هي دائرة إدارية فرنسية، في فرنسا، تقع في السان البحرية، بلغ عدد سكانها 630,253  نسمة وذلك حسب إحصائيات سنة 2015، عاصمتها روان، تبلغ مساحتها 1,893 كيلومتر مربع.

## التقسيمات الإدارية
- Canton of Boos [الإنجليزية]‏
- Canton of Buchy [الإنجليزية]‏
- Canton of Caudebec-en-Caux [الإنجليزية]‏
- Canton of Clères [الإنجليزية]‏
- Canton of Darnétal [الإنجليزية]‏
- Canton of Doudeville [الإنجليزية]‏
- Canton of Duclair [الإنجليزية]‏
- Canton of Elbeuf [الإنجليزية]‏
- Canton of Grand-Couronne [الإنجليزية]‏
- Canton of Maromme [الإنجليزية]‏
- Canton of Pavilly [الإنجليزية]‏
- Canton of Sotteville-lès-Rouen-Est [الإنجليزية]‏
- Canton of Yerville [الإنجليزية]‏
- Canton of Yvetot [الإنجليزية]‏
- Canton of Bois-Guillaume [الإنجليزية]‏
- Canton of Caudebec-lès-Elbeuf [الإنجليزية]‏
- Canton of Le Grand-Quevilly [الإنجليزية]‏
- Canton of Mont-Saint-Aignan [الإنجليزية]‏
- Canton of Notre-Dame-de-Bondeville [الإنجليزية]‏
- Canton of Le Petit-Quevilly [الإنجليزية]‏
- Canton of Saint-Étienne-du-Rouvray [الإنجليزية]‏
- Canton of Sotteville-lès-Rouen-Ouest [الإنجليزية]‏
- روان
- لو هافر
- Ry, Seine-Maritime [الإنجليزية]‏.